# Iefrosinia Zenkova
Iefrosinia Zenkova (russe : Ефросинья Зенькова ; 22 décembre 1923 – 19 avril 1984) était la secrétaire du Komsomol clandestin surnommé les « Jeunes Vengeurs » au cours de la Seconde Guerre mondiale. Elle est déclarée Héroïne de l'Union soviétique le 1er juillet 1958, par décret du Soviet Suprême.

## Enfance
Euphrosyne Zenkova est née le 22 décembre 1923 dans une famille de paysans biélorusses dans le village d' Ouchaly, situé dans l'actuel raïon de Choumilina dans le voblast de Vitebsk en Biélorussie. Après avoir terminé l'école secondaire, elle entre dans une école professionnelle avant de travailler comme couturière dans une usine de confection de Vitebsk. Plus tard, elle étudie à l'École de technique vestimentaire, mais le bâtiment de l'école est bombardé par l'armée de l'air allemande le jour des examens.

## Seconde Guerre mondiale
Après l'invasion allemande de l'Union soviétique durant l'été 1941, Zenkova travaille dans la défense civile, sortant les personnes des bâtiments bombardés et enlevant les munitions non explosées dans les rues et sur les toits. Lorsque la ville est encerclée par les forces de l'ennemi, elle ne la quitte pas immédiatement, préférant aider à l'évacuation. Quand elle essaie finalement de s'échapper de la ville vers le territoire contrôlé par les Soviétiques, elle est arrêtée par les Allemands, mais réussit s'échapper. Elle se cache pendant une semaine dans le village de son enfance. Peu de temps après son arrivée, les forces allemandes prennent le contrôle de la région et commencent à saisir les maisons des villageois, mais aussi leur nourriture et leurs troupeaux. Alors qu'elle veut rejoindre les rangs d'un détachement de partisans nommé d'après Kliment Vorochilov, dont son frère est membre, elle est invitée à en former un nouveau près d'Obol.  En mars 1942, Zenkova accepte et le commissaire lui donne une liste de personnes à recruter et des tracts à répandre parmi eux. Elle est âgée de seulement 18 ans à l'époque de la formation de l'organisation et de nombreuses recrues étant de jeunes adultes - le plus jeune membre à 15 ans - ils sont surnommés les « Jeunes Vengeurs ». En août 1943, l'une des membres du groupe âgée de 17 ans Zinaida Portnova, réussit à obtenir un emploi dans un mess allemand, d'où elle empoisonnera la soupe en cours de préparation, tuant des dizaines de soldats ennemis.
Afin de mieux surveiller les activités de la jonction des chemins de fer à Obol, Zenkova obtient un emploi en tant qu'assistante d'un expert-comptable de la gare et un autre partisan, Nikolaï Alekseïev trouve du travail dans la station d’aiguillage. Lorsque Alekseïev découvre un envoi de chars dans un train, il transfère l'information au commandement moscovite et l'Armée de l'air détruit alors le chargement. Les partisans font aussi du stockage d'armes et du sabotage, provoquant la collision d'un train complet de la SS avec un train de ravitaillement. Lorsque Zenkova reçoit des mines magnétiques, elle trouve des façons créatives de les cacher pour la livraison, en les cuisant dans des miches de pain par exemple. Une mine donnée à un partisan est placée sous la voiture d'un officiel SS de haut rang et le tue ainsi que trois autres membres de la SS. Ils ont également fait sauter une centrale électrique, une usine de briques, une station de pompage, une usine de traitement, et ont miné une autoroute ainsi qu'arraché des morceaux de rails de chemin de fer. Après avoir été trahis, les membres du groupe sont arrêtés en masse, mais l'un d'entre eux s'échappe pour prévenir Zenkova. Les deux réussissent à fuir et rejoignent la Brigade de Partisans Lénine Sirotinsk. Parce que les Allemands ne la trouve pas, ils arrêtent à sa place sa mère Marfa et l'exécutent en guise de représailles,.

## Après-guerre
Après la guerre, Zenkova élève trois enfants d'un parent mort à la guerre et devient membre du Parti communiste en 1945. En tant qu'instructrice dans le Comité du Komsomol du district, elle aide à la reconstruction de la ville qui fut gravement endommagée pendant la guerre. En 1967, elle change de métier et travaille dans un centre de recrutement militaire. Elle est une oratrice populaire, s'exprimant dans les usines, les écoles et les unités militaires. En 1958, elle est déclarée Héroïne de l'Union soviétique et, en 1976, déclarée Citoyenne d'Honneur de Vitebsk. Sa santé se détériorant, elle meurt en 1984 à l'âge de 60 ans et est enterrée au cimetière Mazourine de Vitebsk,.

## Distinctions
- Héros de l'Union soviétique
- Ordre de Lénine
- Ordre de la Guerre patriotique de 1re Classe
- Ordre de l'Étoile rouge
- Médaille pour la victoire sur l'Allemagne dans la Grande Guerre patriotique de 1941-1945

## Hommages
- Citoyenne d'honneur de la ville de Vitebsk en 1976[2].